# Mordercza rozgrywka
Mordercza rozgrywka (ang. Knight Moves) – amerykański dreszczowiec w reżyserii Carla Schenkela, traktujący o kłopotach znanego szachisty, który jest podejrzany o popełnienie zbrodni. Aby wyjść z opresji i znaleźć prawdziwego mordercę, zgadza się na współpracę z policją.

## Obsada
- Christopher Lambert – jako Peter Sanderson
- Diane Lane – jako Kathy Sheppard
- Tom Skerritt – jako kapitan Frank Sedman
- Daniel Baldwin – jako detektyw Andy Wagner
- Codie Lucas Wilbee – jako David
- Joshua Murray – jako Peter (w wieku 14 lat)
- Frank C. Turne – jako lekarz
- Don Thompson – jako ojciec
- Megan Leitch – jako matka
- Alex Diakun – jako arcymistrz Lutz
- Ferdy Mayne – jako Jeremy Edmonds
- Katharine Isabelle – jako Erica Sanderson